# بارتلبی محرر

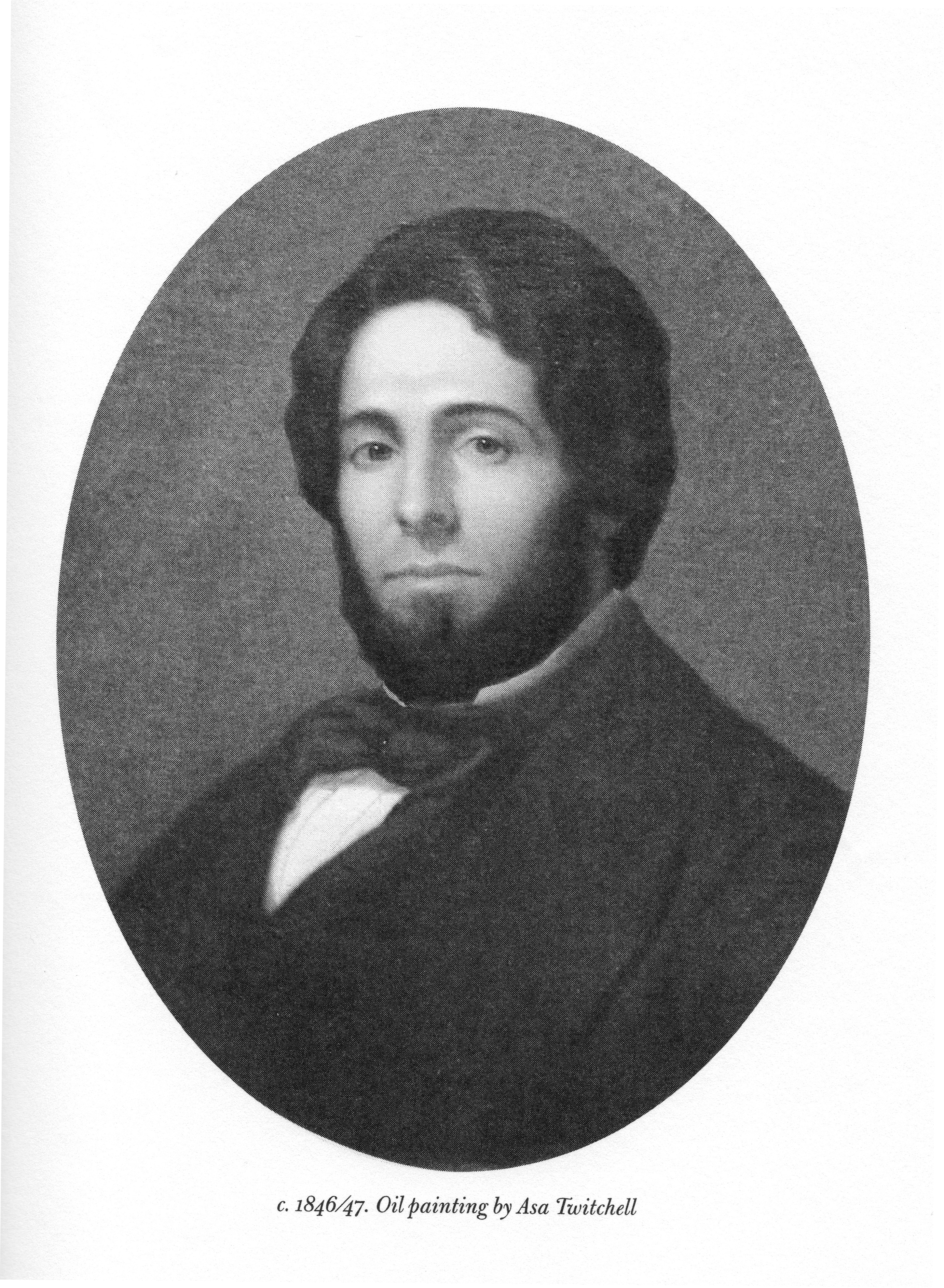
نویسنده رمان ارتلبی مُحَرِّر: داستانی از وال‌استریت.هرمان ملویل

بارتلبی مُحَرِّر: داستانی از وال‌استریت (به انگلیسی: Bartleby, the Scrivener: A Story of Wall Street) داستان کوتاهی از هرمان ملویل نویسنده آمریکایی است که اولین‌بار در نوامبر و دسامبر ۱۸۵۳ به‌طور ناشناس در دو شمارهٔ مجلهٔ پاتنام منتشر شد و بعداً، سال ۱۸۵۶ با تغییرات جزئی در داستان‌های پیازا به‌چاپ رسید. 
در این داستان یک وکیل وال استریت، دفتردار تازه‌ای را استخدام می‌کند که پس از تقلا و کار سخت‌اش در چند روز ابتدایی، سپس از رونوشت‌برداری یا انجام هرکار یا وظیفهٔ دیگری که به او محول می‌شود امتناع می‌کند. آن‌هم هربار با گفتن جملهٔ «ترجیح می‌دهم نکنم».
بارتلبی محرر را می‌توان داستان مردی دانست که در برابر بسیاری از درخواست‌هایی که از او می‌شود، می‌تواند به راحتی و با خونسردی «نه» بگوید.
بخشی از اهمیت این داستان، مقالات و یادداشت‌های انتقادی متعددی است که دربارهٔ آن نوشته شده‌است. اکثر این یادداشت‌ها به جنبه‌های تئوریک و فلسفی داستان توجه دارند. ژیل دلوز، ژاک رانسیر، جورجو آگامبن، اسلاوی ژیژک، آنتونیو نگری و مایکل هارت از جمله کسانی هستند که به وجوه مختلف این داستان کوتاه ملویل پرداخته‌اند.

## طرح داستان
راوی یک وکیل مسن بی‌نام است با کسب و کار بی‌دردسر و راحت اسناد حقوقی در منهتن.

## واژه‌نامه
1. ↑  Putnam's Magazine
2. ↑  Wall Street lawyer
3. ↑  I would prefer not to